# Hylaeothemis
Genre
Hylaeothemis est un genre dans la famille des Libellulidae appartenant au sous-ordre des anisoptères dans l'ordre des odonates. Il comprend quatre espèces.

## Espèces du genreHylaeothemis
- Hylaeothemis clementia Ris, 1909
- Hylaeothemis fruhstorferi (Karsch, 1889)
- Hylaeothemis gardeneri Fraser, 1927
- Hylaeothemis indica Fraser, 1946